# Lolium
Lolium L. è un genere di piante erbacee annue, spontanee e infestanti, appartenente alla famiglia delle Poacee (o Gramineae, nom. cons.).

## Descrizione
Piante erbacee di piccole dimensioni (da 30 a 50 cm), presentano una infiorescenza caratteristica costituita da spighe, prive di peduncolo, ad inserzione alternata sul rachide. Il rachide da parte sua segue il bordo sottile delle spighette assumendo un aspetto sinuoso. La disposizione ed il fatto che le stesse spighette giacciono sullo stesso piano del rachide, conferisce alla stessa un aspetto decisamente piatto.
Le brattee che formano la spiga possono essere dotate di resta ("aristate" come in L. multiflorum) o prive di resta ("mutiche" come in L. temulentum).
Ogni spighetta porta 3/5 fiori.

## Distribuzione e habitat
IL genere è originario dell'Europa e dell'Asia, conosciuto ed utilizzato fin dall'antichità.

## Tassonomia
Il genere comprende le seguenti specie:
- Lolium adzharicum (Tzvelev) Banfi, Galasso, Foggi, Kopecký & Ardenghi
- Lolium apenninum (De Not.) Ardenghi & Foggi
- Lolium arundinaceum (Schreb.) Darbysh.
- Lolium atlantigenum (St.-Yves) Banfi, Galasso, Foggi, Kopecký & Ardenghi
- Lolium canariense Steud. - Loglio delle Canarie
- Lolium chayuense (L.Liu) Banfi, Galasso, Foggi, Kopecký & Ardenghi
- Lolium duratum (B.S.Sun & H.Peng) Banfi, Galasso, Foggi, Kopecký & Ardenghi
- Lolium font-queri (St.-Yves) Banfi, Galasso, Foggi, Kopecký & Ardenghi
- Lolium formosanum (Honda) Banfi, Galasso, Foggi, Kopecký & Ardenghi
- Lolium giganteum (L.) Darbysh.
- Lolium gudoschnikovii (Stepanov) Chepinoga
- Lolium interruptum (Desf.) Banfi, Galasso, Foggi, Kopecký & Ardenghi
- Lolium karatavicum (Bunge) Sennikov
- Lolium letourneuxianum (St.-Yves) Banfi, Galasso, Foggi, Kopecký & Ardenghi
- Lolium liangshanicum (L.Liu) Banfi, Galasso, Foggi, Kopecký & Ardenghi
- Lolium mairei (St.-Yves) Banfi, Galasso, Foggi, Kopecký & Ardenghi
- Lolium mazzettianum (E.B.Alexeev) Darbysh.
- Lolium mediterraneum (Hack.) Banfi, Galasso, Foggi, Kopecký & Ardenghi
- Lolium multiflorum Lam. - Loglio, Loietto italico, Loiessa
- Lolium olgae (Regel) Sennikov
- Lolium perenne L. - Logliarello, Loglietto
- Lolium persicum Boiss. & Hohen.
- Lolium pluriflorum (Schult.) Banfi, Galasso, Foggi, Kopecký & Ardenghi
- Lolium pratense (Huds.) Darbysh.
- Lolium remotum Schrank
- Lolium rigidum Gaudin
- Lolium saxatile H.Scholz & S.Scholz
- Lolium scabriflorum (L.Liu) Banfi, Galasso, Foggi, Kopecký & Ardenghi
- Lolium subulatum  Vis.
- Lolium temulentum L. - Zizzania, Loglio ubriacante
- Lolium tuberosum (Romero Zarco & Cabezudo) Banfi, Galasso, Foggi, Kopecký & Ardenghi
- Lolium tzvelevianum (Lazkov) Sennikov

Sono inoltre noti i seguenti ibridi:
- Lolium × aschersonianum (Dörfl.) Banfi, Galasso, Foggi, Kopecký & Ardenghi
- Lolium × boucheanum Kunth
- Lolium × brinkmannii (A.Braun) Banfi, Galasso, Foggi, Kopecký & Ardenghi
- Lolium × czarnohorense (Zapał.) Banfi, Galasso, Foggi, Kopecký & Ardenghi
- Lolium × elongatum (Ehrh.) Banfi, Galasso, Foggi, Kopecký & Ardenghi
- Lolium × fleischeri (Rohlena) Banfi, Galasso, Foggi, Kopecký & Ardenghi
- Lolium × holmbergii (Dörfl.) Banfi, Galasso, Foggi, Kopecký & Ardenghi
- Lolium × hybridum Hausskn.
- Lolium × krasanii (H.Scholz) Banfi, Galasso, Foggi, Kopecký & Ardenghi
- Lolium × portalii D.Allen
- Lolium × schlickumii (Grantzow) Banfi, Galasso, Foggi, Kopecký & Ardenghi
- Lolium × subnutans (Holmb.) Banfi, Galasso, Foggi, Kopecký & Ardenghi

## Usi
Per la maggior parte dei popoli è stato essenzialmente un'essenza foraggera, sia pura che in prati misti,  anche se non mancano citazioni come pianta officinale. 
Lolium multiflorum è impiegato spesso come essenza foraggera.
Più originale la storia di L. temulentum, cioè la zizzania, oggetto di attenzione dal punto di vista tossicologico o addirittura come erba rituale; noto come loglio ubriacante a causa di un tipo di intossicazione da esso causata. In realtà la responsabilità è da ascrivere all'infestazione delle spighe da parte di funghi del genere Claviceps, produttori di alcaloidi tossici, esattamente come avviene nella segale con la Segale cornuta. Nel L. temulentum, pur essendo possibile l'infestazione da Claviceps purpurea e quindi l'ergotismo, è tutt'altro che rara l'infestazione di altre specie e la produzione di un alcaloide meno tossico, la temulina, con effetti analoghi a quelli dell'alcool.